# Battor

Battor (eller Battor Dudame) är en ort i sydöstra Ghana, belägen vid Voltafloden. Den är huvudort för distriktet North Tongu, och folkmängden uppgick till 8 474 invånare vid folkräkningen 2010.